# Nina Maksimova
Nina Aleksandrovna Maksimova (nacida el 18 de enero de 1924 en Moscú, Unión Soviética y fallecida el 25 de agosto de 2006 en la misma ciudad) fue una jugadora de baloncesto rusa. Consiguió 6 medallas en competiciones oficiales con URSS.